# Ben Riley (polityk)
Ben Riley właściwie Benjamin Riley (ur. 1866, zm. 6 stycznia 1946) – brytyjski polityk Partii Pracy, deputowany Izby Gmin.
W okresie od 15 listopada 1922 do 6 grudnia 1923, od 29 października 1924 do 27 października 1931 i od 14 listopada 1935 do 5 lipca 1945 reprezentował okręg wyborczy Dewsbury w brytyjskiej Izbie Gmin.